# Hünenbett ohne Kammer

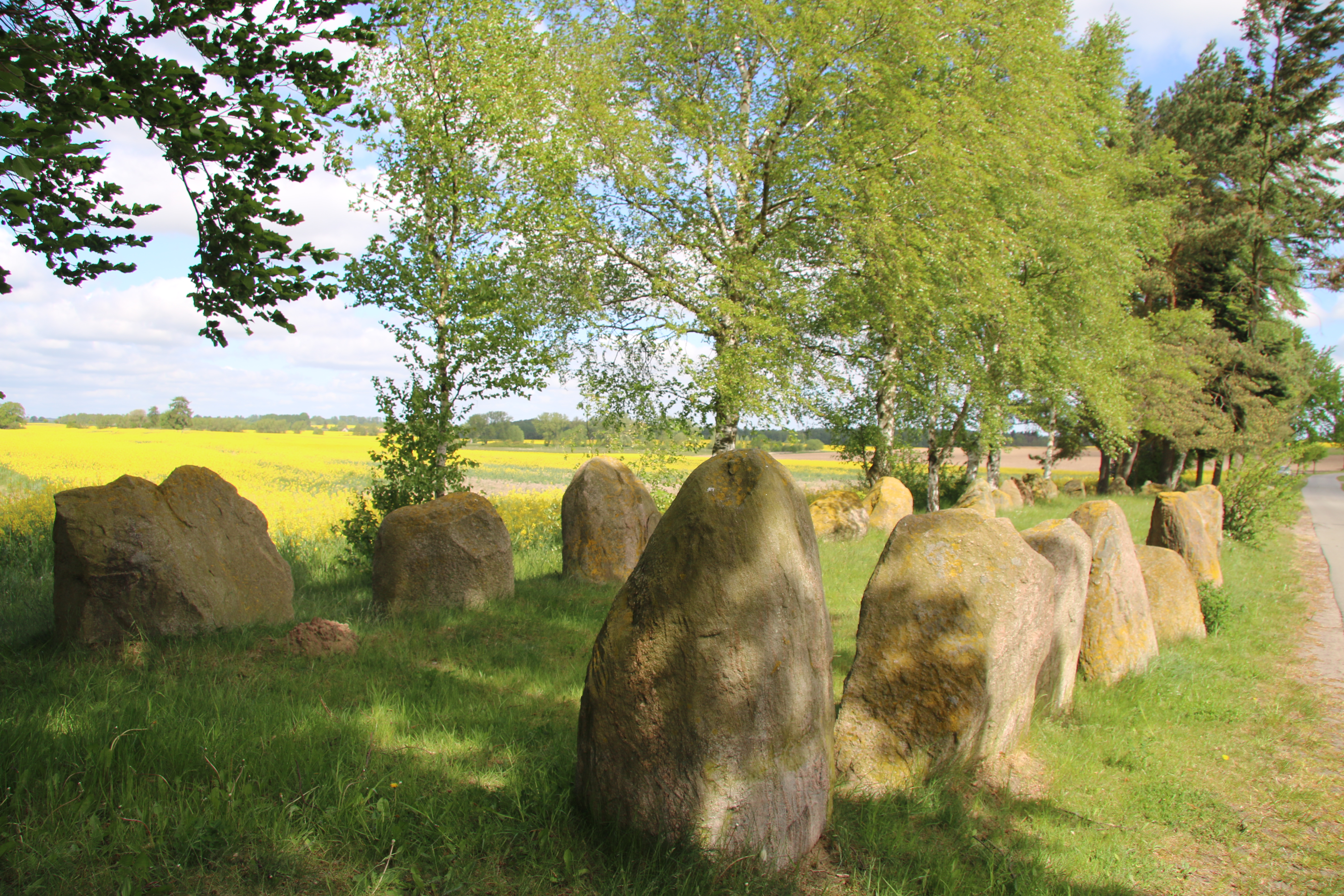
Das Hünenbett von Stralendorf, das größte seiner Art

Als Hünenbett ohne Kammer, auch kammerloses Hünenbett oder kammerloses Langbett, werden in Großbritannien Nichtmegalithische Langhügel und Steinkammerlose Long Cairns bezeichnet. Man findet sie in einem Streifen von der Bretagne über die Britischen Inseln, Dänemark und die Norddeutsche Tiefebene, bis an den Oberlauf der Weichsel (Anlagen vom Niedźwiedź-Typ) (NTT). Kammerlos bedeutet, dass keine oder keine lithische Kammer vorhanden ist.
Seit den 1980er Jahren sind die Einhegung vom Typ Passy der Cerny-Kultur im französischen Département Essonne im Pariser Becken bekannt. Es handelt sich dabei jedoch nicht immer um Megalithanlagen.
Neolithische Monumente sind Ausdruck der Kultur und Ideologie neolithischer Gesellschaften. Ihre Entstehung und Funktion gelten als Kennzeichen der sozialen Entwicklung.

## Trichterbecherkultur gesamt
S. Rzepecki listet alle Fundplätze (ggf. mehrerer) kammerloser Anlagen der Trichterbecherkultur (TBK) auf, unabhängig davon ob sie eine megalithische Einfassung haben oder nicht:
- 13 Tschechien
- 45 Dänemark
- 161 Deutschland
- 144 Polen
- 1 Schweden

## Hünenbetten der TBK in Deutschland
Im Gebiet der TBK erfolgte die Einordnung der kammerlosen Anlagen in die Megalithkategorie, da ihre hauptsächlich an den Unterläufen von Elbe, Oder und Weichsel, aber auch im Jerichower Land gelegenen, zumeist recht flachen Hügel vielfach eine Einfassung aus nur etwa einem Meter hohen Megalithen besitzen. Aufgrund ihrer geringen Dimensionen waren sie zum Kammerbau ungeeignet, weshalb ihnen die aus großen Blöcken erstellte steinerne Kammer fehlt. Die Einfassungen (siehe Nordische Megalitharchitektur) sind trapezförmig oder rechteckig. Hans-Jürgen Beier stellt auf dem Gebiet der DDR maximal 55 erhaltene Anlagen (38 nachgewiesen) heraus. Diese Zahl erhöht sich durch etwas mehr als ein Dutzend westdeutsche Anlagen in Schleswig-Holstein (z. B. Hünenbetten „Alter Hau“) und Niedersachsen (z. B. Boltersen Tosterglope 2, Niendorf 6 und 8). Die Anlage von Kritzow (Landkreis Ludwigslust-Parchim) hat übermannshohe Wächtersteine. Außer den von Ewald Schuldt in Mecklenburg-Vorpommern untersuchten Anlagen in Gnewitz, Rothenmoor und Stralendorf sind in der Region 11 und im Sachsenwald fünf weitere vorhanden. Eine Gruppe von drei Anlagen wurde erst 1969 im „Alt Plestliner Holz“, Landkreis Vorpommern-Greifswald, entdeckt. Eine der Einfassungen ist 80 Meter lang. Fünf Hünenbetten ohne Kammern wurde im 19. Jahrhundert von J. Ritter im Kreis Hagenow untersucht. In Sachsen-Anhalt sind Anlagen ausgewiesen (Gehrden, Tryppehna 3) und 10 weitere (z. B. Büden, Dannigkow 1,3 und 5, Leitzkau 2, und Prödel) gehören/gehörten vermutlich zu diesem Typ.
Alle Anlagen zeichnen sich durch abgegrenzte Steinanhäufungen (Pflaster) aus, die unter dem Erdhügel mit Rollsteinpackungen überdeckt sind. In der Anlage von Stralendorf (Landkreis Ludwigslust-Parchim) waren sechs derartige Pflaster, quer und längs liegend, in der 125 Meter langen trapezoiden Einfassung untergebracht. Solche Pflaster kommen mitunter außerhalb der Einfassungen vor oder werden in oder neben Hünenbetten gefunden, in denen Kammern anzutreffen sind, z. B. in zweien der vier Hünenbetten von Grundoldendorf. Das Hünenbett „Alter Hau 1“ im Sachsenwald weist eine Länge von 154 Meter auf und gehört zu den längsten Anlagen der nordischen Megalitharchitektur.
Das Langbett von Tinnum auf Sylt ist ein Hünenbett, das weder eine Kammer noch eine megalithische Einfassung besitzt, allerdings eine aus kopfgroßen Steinen. Es repräsentiert offenbar einen Übergangstyp.
Bezieht man Anlagen ohne steinerne Hügeleinfassung, deren Hügel eine relativ spurenlos vergangene Einfassung aus Holzpfählen hatten, in die Betrachtungen mit ein, dann erweitert sich der Kreis der kammerlosen Anlagen z. B. um die Anlagen von Tinnum, Barkjær (in Djursland) oder Bygholm Nørremark (auf Jütland). Diese in Dänemark Anlagen vom Typ Konens Høj genannten Anlagen sind im TBK-Areal östlich der Oder als „Niedźwiedź-Typ“ bezeichnet vertreten und in Mitteldeutschland als Langhügel besonders häufig.

### Hünenbetten in Mecklenburg (Aufstellung von 1899)

#### Wittenburger Gruppe
- 1. Karft. In der kleineren Hälfte Gefäßscherben und Kohle; in der größeren eine Brandgrube und Reste eines Bestatteten mit einem Bernsteinstück.
- 2. Goldenbow. 33 m lang, 5,5 m breit. Zwei Gefäße
- 3. Goldenbow. 24 m lang, 5,5 m breit. Kein Inhalt
- 4. Goldenbow. 12,25 m lang, 6 m breit. Scherben, am Westende Steinkreis mit Granitblock auf stufenartig gelegten Steinen.
- 5. Püttelkow 33 m lang, 8,5 m breit. stark gestört.
- 6. Perdöhl. 25 m lang, 3,5 m breit. Zwei Querschichten. In der mittleren Abtheilung Skelett ohne Beigaben, sonst Kohle und Scherben.
- 7. Perdöhl: 16,5 m lang, 5 m breit. Kein Inhalt
- 8. Helm. 11,5 m lang, 6 m breit. Durch Querschichten in drei Abtheilungen, von diesen zwei in je drei Kammern geteilt. Auf der Oberfläche decksteinartige Blöcke. Inhalt: Feuersteinmesser und Gefäßscherben.
- 9. Wittenburg. 7,4 m lang, 6 m breit. Keil und Meißel aus Feuerstein.

#### Sonstige
- 10. Siggelkow bei Parchim. Ovale Form (sehr selten), 39 m lang, 1,3 bis 2,6 m breit; doppelte Querwand 2,5 m vom einen Ende; in der kleineren Abtheilung zwei Feuersteinkeile und Scherben.
- 11. Siggelkow bei Parchim. In zwei ziemlich gleiche Hälften getheilt. Gefäß.
- 12. Brüsewitz bei Schwerin. 30 m lang, 4 m breit. Eine Querschicht, die eine Abteilung in zwei Kammern teilt. Kalzinierte Feuersteine und Kohle.
- 13. Rosenberg bei Gadebusch. 7 m lang, 3,5 m breit. Messer und Keile aus Feuerstein, Bernsteinperlen mit jüngeren Beimischungen. Stark gestört?
- 14. Lübow bei Wismar. Form unklar. Pferdeknochen, zum Teil angebrannt. 5 Gefäße, 2 Feuersteinkeile.
- 15. Garvsmühlen bei Neubukow. keine Angaben
- 16. Zarnewanz bei Tessin. keine Angaben

## Hünenbetten der TBK in Polen und Tschechien

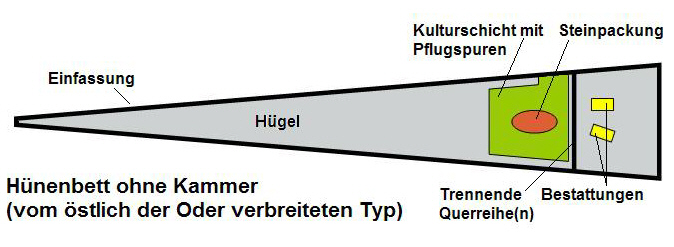
Schema eines polnischen Hünenbetts ohne Kammer

Östlich der Oder sind die Hünenbetten oft trapezoid oder dreieckig mit gerundeter Spitze, mit (Hügel 9 von Sarnowo, Polen), meist jedoch ohne zonentrennende Querreihen (megalithisch und unmegalithisch). Eine beträchtliche Zahl von Hünenbetten ohne Kammer sind aus West- und Südpolen bekannt, einige wenige aus Böhmen und Mähren. Die größte Konzentration liegt in Kujawien. Oft werden sie in Gruppen von zweien oder dreien gefunden, gelegentlich, wie beim Langhügel von Sarnowo, in größerer Ansammlung (9). Die meisten sind zwischen 25 und 40 Meter lang; etwa 40 % sind zwischen 60 und 80 m lang. Das längste, Wietrzychowice in Kujawien, erreicht 130 m und ist verhältnismäßig schmal. Gewöhnlich sind sie an der breiteren der kurzen Seiten (der Stirnseite) zwischen drei und 11 Meter breit, wobei die schmalere Seite als Ende angesehen wird. Die Zugangsöffnungen sind an der Stirnseite festgestellt worden. Die Hauptorientierung in etwa 70 % der untersuchten Anlagen ist ostwestlich oder nordost-südwestlich.

Wietrzychowice 3, Kujawien
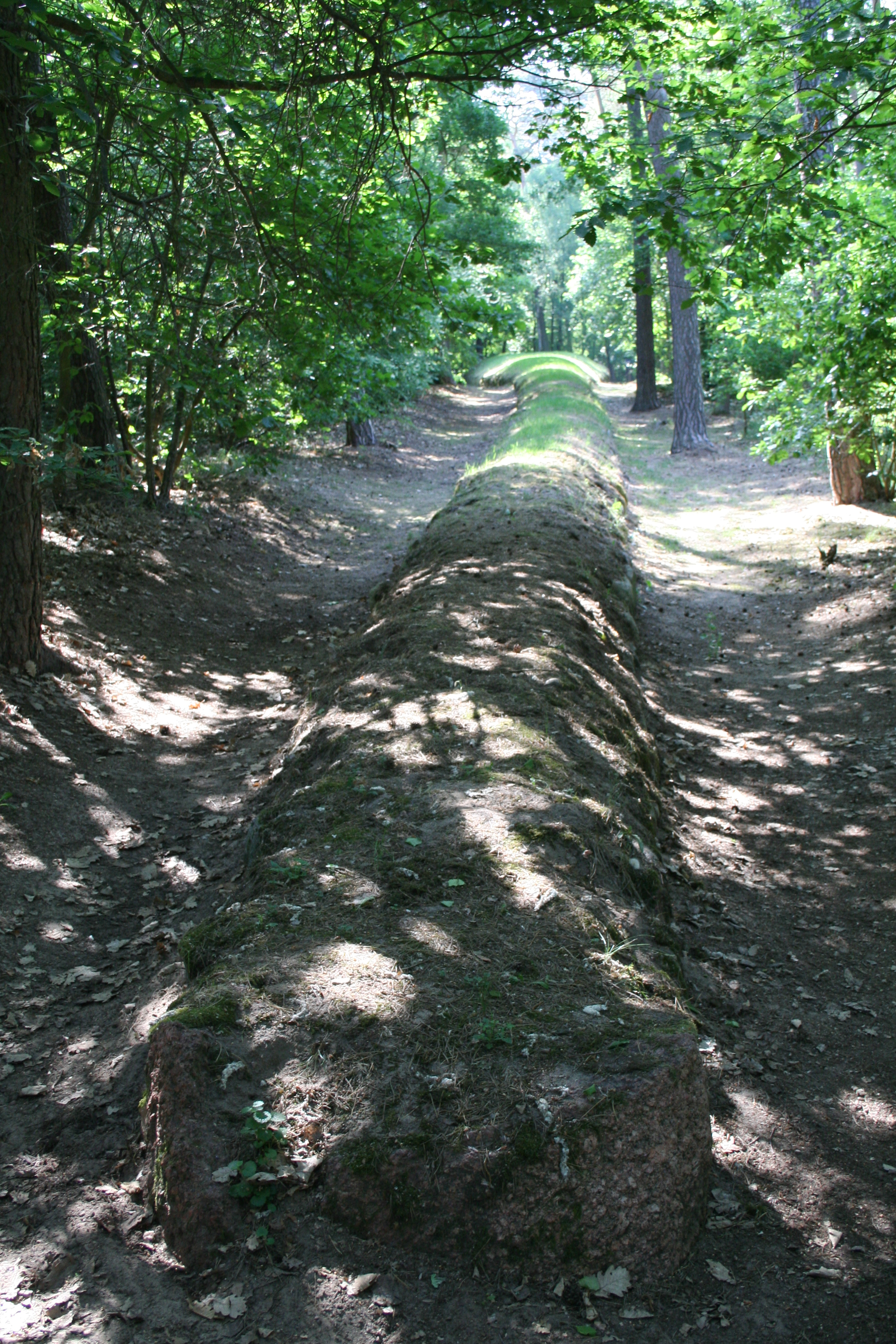
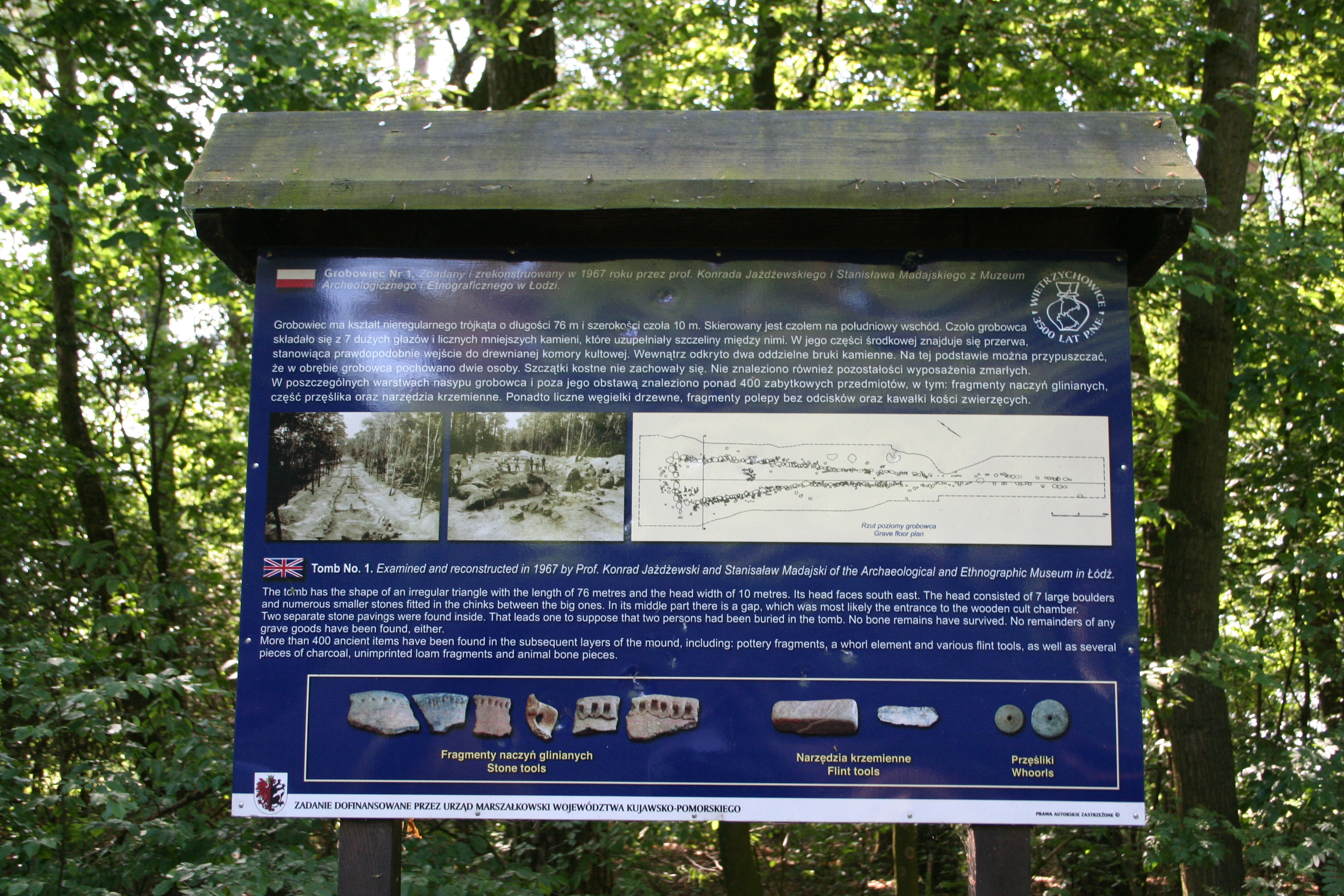
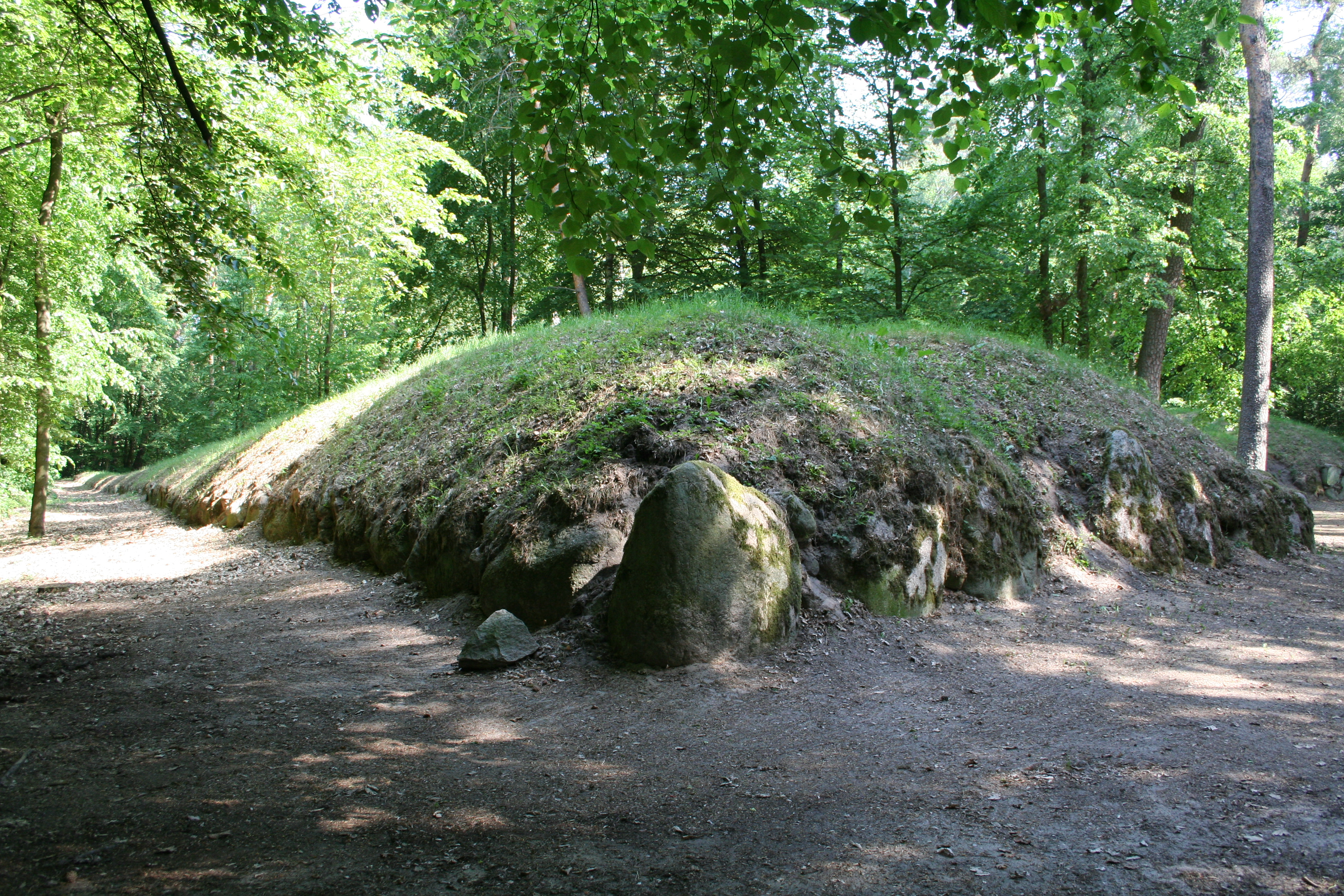
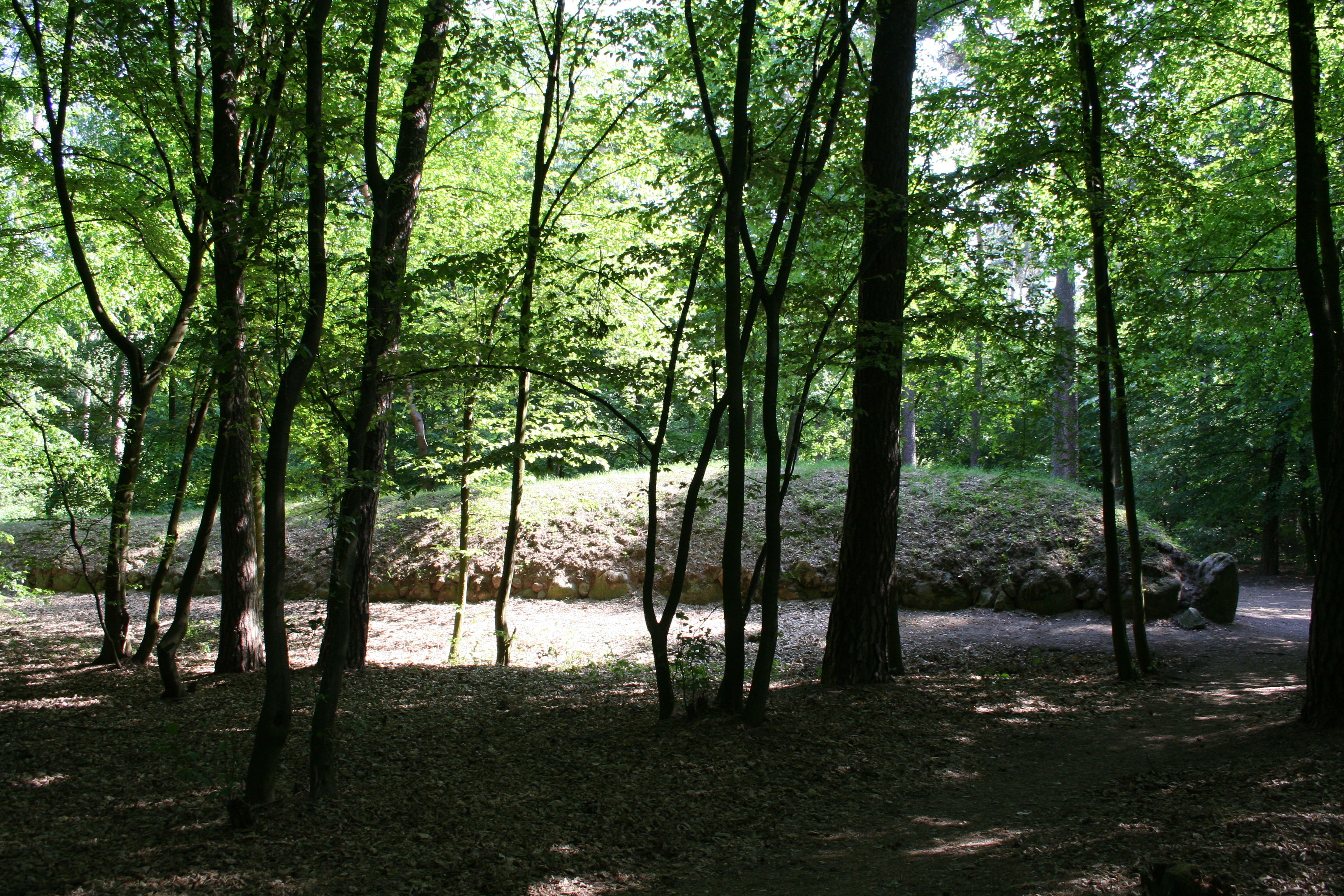

## Britische Inseln
Hügelanlagen mit einer Einfassung aus Holzpfählen sind in jedem Fall die etwa 200 britischen (earthen) Longbarrows (die Nichtmegalithischen Langhügel und die Nichtmegalithischen Rundhügel). Sie sind in Wiltshire und Yorkshire besonders häufig. Drei Anlagen liegen in Schottland, eine auf der Isle of Man. Die Hügel wurden über Holzkammern errichtet. Im Osten Schottlands kommen als eine weitere kammer- und megalithlose Variante die „chamberless Cains“ hinzu, etwa 50 Steinhügel ohne Kammern, die in England (12) nur in Cumbria und Northumberland vertreten sind.

## Frankreich
Die Erdhügel oder Tumuli der Bretagne und in den Landes de Gascogne sind prämegalithisch wie die „tertres allongés“. Es sind niedrige, plattengefasste ebene Hügel von 15 bis 35 Meter Breite und Längen zwischen 40 und 100 Metern. Sie sind rechteckig oder oval und enthalten Einbauten aus Trockenmauerwerk für Leichenbrand und Beigaben. Frühmegalithisch entstehen überdimensionale Erdhügel, wie der Tumulus St. Michel in Carnac, die kistenartige Einbauten aufweisen. Ein neu entdeckter Hügel dieser Art liegt in La Trinité-sur-Mer.
Hügelanlagen mit Einfassungen aus Holzpfählen (ohne Steinanteil) sind die teils spermienförmigen mittelneolithischen Einhegungen vom Typ Passy, die der Cerny-Kultur zuzuschreiben sind. Derartige Hügel mit Holz- bzw. Palisadeneinfassung finden sich auch im Gebiet der frühen Trichterbecherkultur. Anlagen vom Typ Konens Høj sind in Dänemark, Anlagen vom Niedźwiedź-Typ in Mitteldeutschland und Polen zu finden.
Britische, französische und nordische Anlagen haben untereinander keinerlei Verbindung.